# Куглуктук
Куглуктук (англ. Kugluktuk) — эскимосская деревня, расположенная в устье реки Коппермайн на берегу залива Коронейшен в районе Китикмеот территории Нунавут, Канада. До 1 января 1996 года носила название Коппермайн. Численность населения — 1212 чел. (2001).
Традиционный язык деревни — инуиннактун с использованием латинского алфавита, а не слогового письма. Как и в поселениях Кеймбридж-Бей, Батурст-Инлет и Умингмакток, слоговое письмо можно встретить очень редко и оно используется в основном правительством Нунавута.

## Климат
Окружающая местность скалиста. Район полузасушливого арктического климата с очень холодными зимами и с очень прохладным летом, в течение которого возможны лёгкие снегопады.
1. ↑  https://www150.statcan.gc.ca/t1/tbl1/en/tv.action?pid=9810000202&geocode=A000262